# Alen Pjanic
Alen Pjanic (Gießen, 5 marzo 1997) è un cestista tedesco.